# París-Niza 2003
La París-Niza 2003 fue la edición número 61 de la carrera, que estuvo compuesta de ocho etapas del 9 al 16 de marzo de 2003. Los ciclistas completaron un recorrido de 1305 km con salida en Issy-les-Moulineaux y llegada a Niza, en Francia. La carrera fue vencida por el kazajo Aleksandr Vinokúrov.
Esta edición será recordada porque en la segunda etapa encontró la muerte el ciclista kazajo Andrei Kivilev del equipo Cofidis. Kivilev, que no llevaba casco protector, sufrió fractura de cráneo y de dos costillas, cayendo en coma. Al día siguiente, fallecía en el hospital de Saint-Étienne.

## Etapas
| Etapa   | Fecha       | Recorrido                           | km       | Ganador                                            | Líder               |
| ------- | ----------- | ----------------------------------- | -------- | -------------------------------------------------- | ------------------- |
| Prólogo | 9 de marzo  | Issy-les-Moulineaux (CRI)           | 4,8 km   | Nico Mattan                                        | Nico Mattan         |
| 1.ª     | 10 de marzo | Auxerre-Paray-le-Monial             | 191 km   | Alessandro Petacchi                                | Stuart O'Grady      |
| 2.ª     | 11 de marzo | La Clayette-Saint-Etienne           | 182,5 km | Davide Rebellin                                    | Davide Rebellin     |
| 3.ª     | 12 de marzo | Le Puy-en-Velay-Pont du Gard        | 192,5 km | etapa neutralizada por la muerte de Andrei Kivilev | Davide Rebellin     |
| 4.ª     | 13 de marzo | Perrier (CRI)                       | 16,5 km  | Dario Frigo                                        | Dario Frigo         |
| 5.ª     | 14 de marzo | Aix-en-Provence-Toulon (Mont Faron) | 152,5 km | Aleksandr Vinokúrov                                | Aleksandr Vinokúrov |
| 6.ª     | 15 de marzo | Toulon-Cannes                       | 194,5 km | Joaquim Rodríguez                                  | Aleksandr Vinokúrov |
| 7.ª     | 16 de marzo | Niza-Niza                           | 160 km   | David Bernabéu                                     | Aleksandr Vinokúrov |

## Clasificaciones finales

### Clasificación general
| Posición | Ciclista             | Equipo                 | Tiempo      |
| -------- | -------------------- | ---------------------- | ----------- |
|          | Aleksandr Vinokúrov  | Team Telekom           | 23h 30' 04" |
| 2        | Mikel Zarrabeitia    | ONCE                   | + 43"       |
| 3        | Davide Rebellin      | Team Gerolsteiner      | + 54"       |
| 4        | Jörg Jaksche         | ONCE                   | + 55"       |
| 5        | Sylvain Chavanel     | Brioches La Boulangère | + 1' 24"    |
| 6        | David Bernabéu       | Milaneza-MSS           | + 1' 28"    |
| 7        | Claus Michael Moller | Milaneza-MSS           | + 1' 30"    |
| 8        | Volodymir Hustov     | Fassa Bortolo          | + 1' 41"    |
| 9        | Samuel Sánchez       | Euskaltel-Euskadi      | + 1' 48"    |
| 10       | Óscar Pereiro        | Phonak                 | + 2' 04"    |

### Clasificación de la montaña
| Posición | Ciclista       | Equipo                 | Puntos |
| -------- | -------------- | ---------------------- | ------ |
|          | Tyler Hamilton | Team CSC               | 432    |
| 2        | Jérôme Pineau  | Brioches La Boulangere | 30     |
| 3        | Rui Sousa      | Milaneza-MSS           | 25     |

### Clasificación de los puntos
| Posición | Ciclista             | Equipo            | Puntos |
| -------- | -------------------- | ----------------- | ------ |
|          | Laurent Brochard     | Ag2R Prevoyance   | 76     |
| 2        | Alexander Vinokourov | T-Mobile          | 74     |
| 3        | Samuel Sánchez       | Euskaltel-Euskadi | 69     |

### Clasificación de los jóvenes
| Posición | Ciclista         | Equipo                 | Tiempo    |
| -------- | ---------------- | ---------------------- | --------- |
|          | Sylvain Chavanel | Brioches La Boulangere | 23h31'28" |
| 2        | Samuel Sánchez   | Euskaltel-Euskadi      | a 24"     |
| 3        | Kim Kirchen      | Fassa Bortolo          | a 2'52"   |

### Clasificación por equipos
| Pos. | Equipo       | Tiempo    |
| ---- | ------------ | --------- |
| 1    | ONCE-Eroski  | 70h32'53" |
| 2    | Milaneza-MSS | a 4'08"   |
| 3    | Phonak       | a 9'08"   |